# Prionoceridae
Prionoceridae là một small family của bọ cánh cứng, in the suborder Polyphaga.